# Pie balzan
Robe du cheval
Le pie balzan est un type de robe pie du cheval, dû aux différentes versions du gène Splashed White, connu pour donner des taches blanches localisées sur les parties inférieures du corps et de la tête. La robe pie balzan se rattache génétiquement à la famille des robes overo. Elle se caractérise par une peau rose et des taches blanches sur une robe de couleur plus foncée. De nombreux chevaux balzans ont des marques de taille modeste, tandis que d'autres semblent avoir « baigné dans de la peinture blanche ». Les yeux bleus sont caractéristiques de cette robe. La présence peu évidente d'un des gènes responsables peut expliquer des yeux bleus chez des chevaux à la robe simple. 
Les gènes Splashed White apparaissent chez des races géographiquement éloignées, des Morgans en Amérique du Nord aux Kathiawari en Inde, en passant par le trait Breton. Ils peuvent s'associer à une déficience auditive d'origine génétique, bien que la plupart des chevaux conservent une audition normale. Il existe un test ADN pour détecter trois formes connues des gènes Splashed White. Les allèles SW-2 et SW-3 sont peut-être être mortels au stade embryonnaire sur un porteur homozygote.

## Étymologie et terminologie

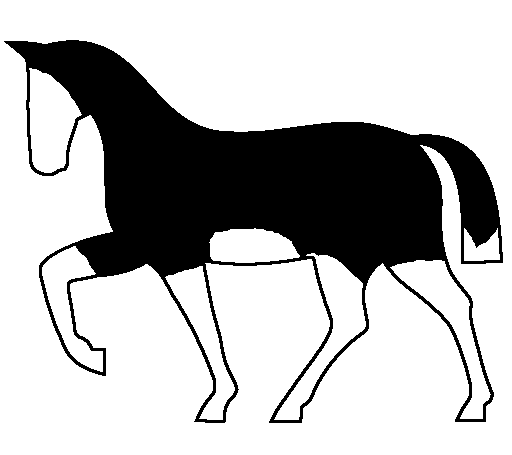
Représentation schématique de la robe Splashed White.

Les anglo-saxons nomment ces chevaux « Splashed White », soit littéralement « éclaboussé de blanc ». Le terme Splashed White est aussi employé en français. Toutefois, la dénomination officielle selon les Haras nationaux est « balzan » pour le phénotype, et « Splash » ou « Splashed White » pour les gènes responsables de ce phénotype. Il existe aussi un nom italien, « Balzano ». « Balzano » et « balzan » désignent un cheval dont les quatre pieds sont porteurs de balzanes. Ils sont issus du latin balius, dont le sens se approche de « luisant » et « blanc ».

## Caractéristiques
La robe balzan se caractérise par des yeux bleus et une apparence suggérant que le cheval a trempé, pieds en avant, dans de la peinture blanche,,,,. Les bordures des marques blanches sont nettes, lisses, et bien définies,. La tête et les jambes sont blanches, la queue est souvent blanche elle aussi, ou juste sur sa pointe,,. Le dessous du corps est blanc, ces zones dépigmentées se répandent souvent sur chaque côté du thorax. À eux seuls, les trois gènes Splashed White sont rarement responsables de marques blanches qui atteignent la ligne du dessus. Par conséquent, les registres américains du Paint horse et du Pinto les ont classés parmi la catégorie des robes « overo ».

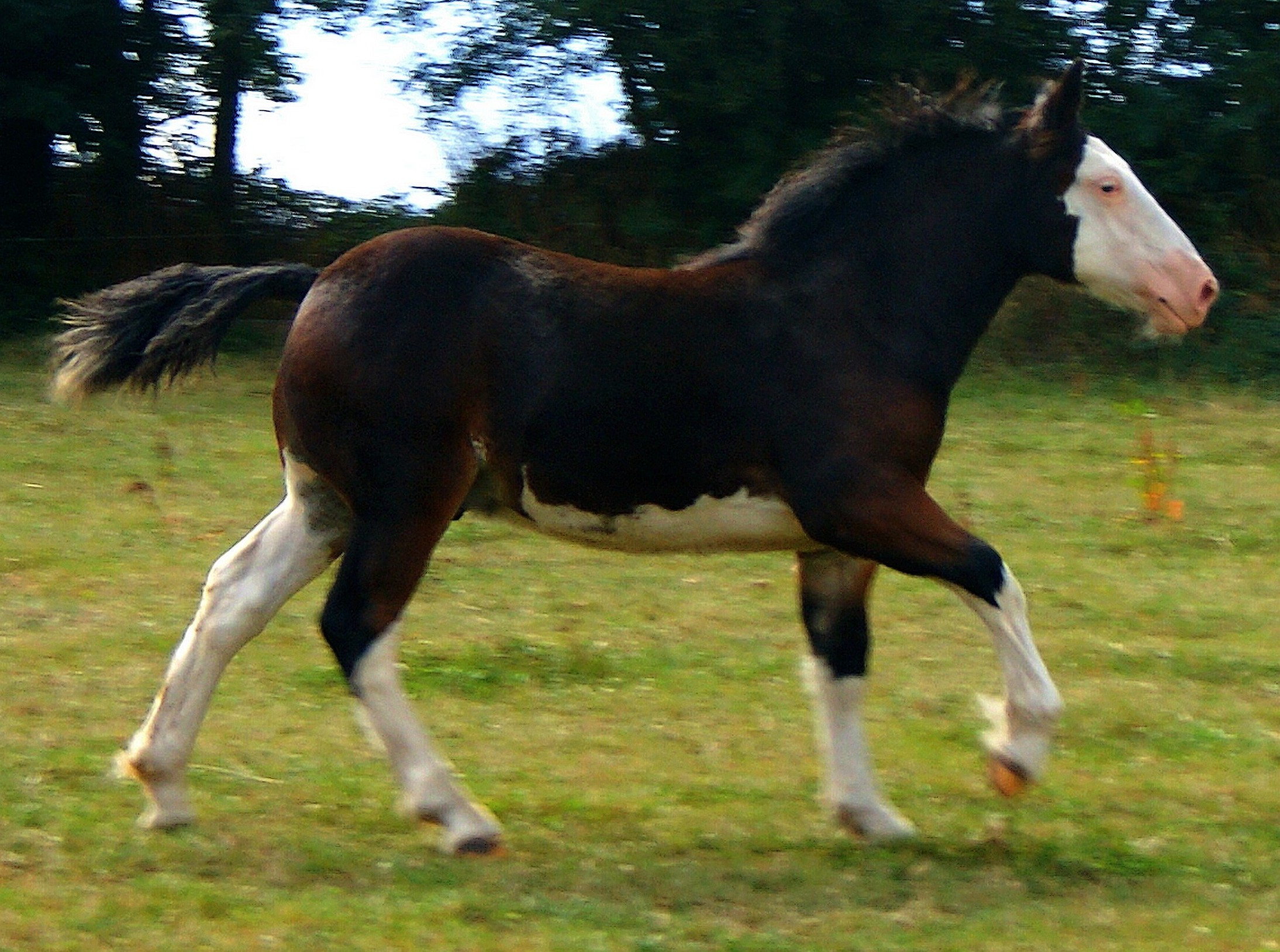
Jeune trait breton issu d'une mère testée SW-1, profil droit. Le ventre et la tête blancs, les quatre balzanes et l'asymétrie des marques sont bien visibles.
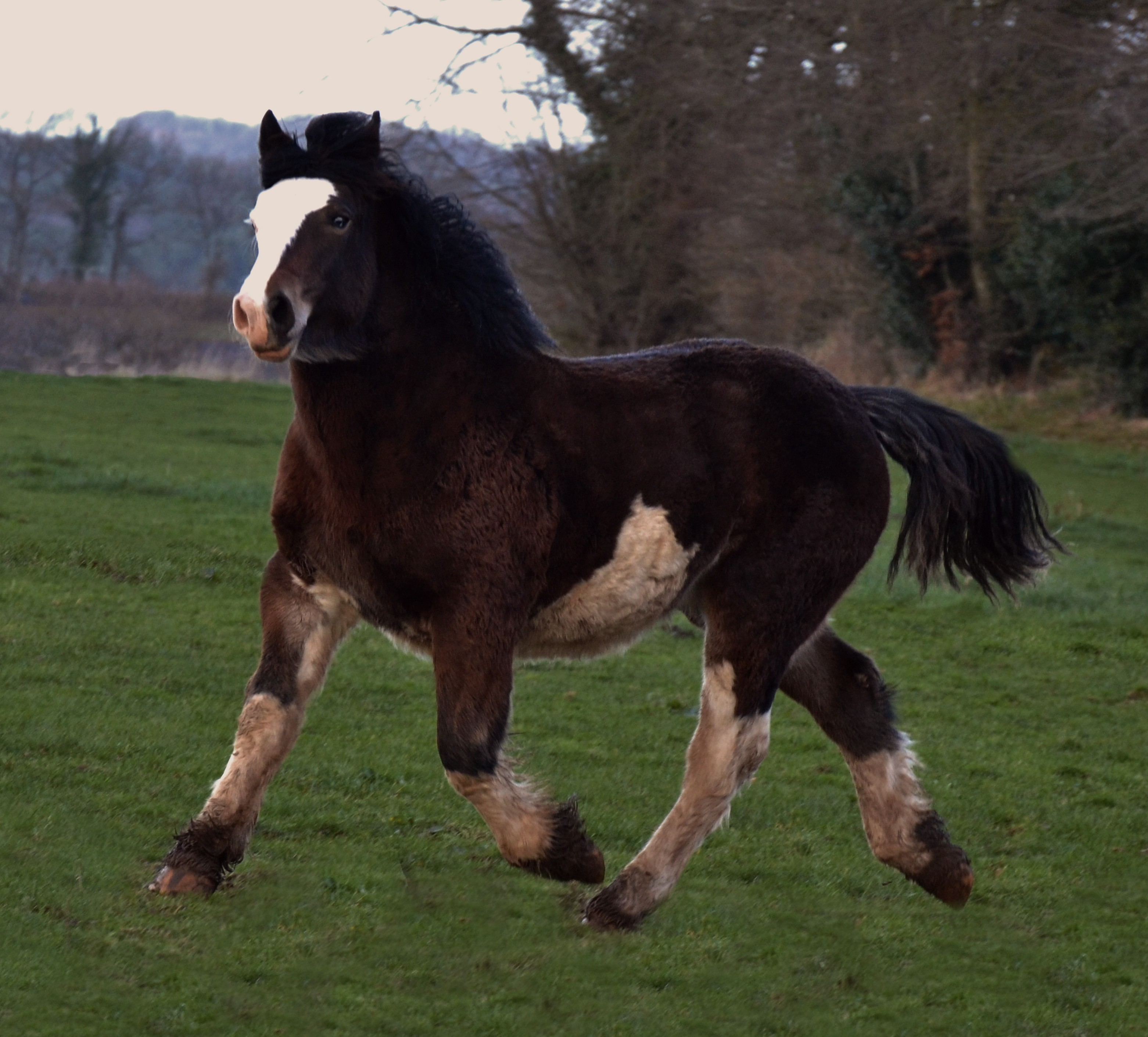
Le même poulain, plus âgé, profil gauche. L'œil bleu est également typique d'une robe Splashed White.

Comme pour la robe sabino, les marques blanches touchent également le dessous du corps. Quelques balzans peuvent être confondus avec des sabinos dont la délimitation des marques serait bien nette,. Les deux robes peuvent être génétiquement présentes sur le même cheval, mais le bord des marques blanches du balzan est net et les marques elles-mêmes forment des blocs horizontalement répartis. En particulier, les marques blanches de la tête d'un balzan ont des bords droits et leur fond est parfaitement blanc, tandis que celles des sabinos sont souvent à fond mélangé et réparties verticalement. La présence de gènes de robe pie supplémentaires peut augmenter la quantité ou masquer les caractéristiques des marques blanches. Les oreilles sont rarement blanches. Si le blanc s'étend sur les oreilles, une surdité peut être associée.

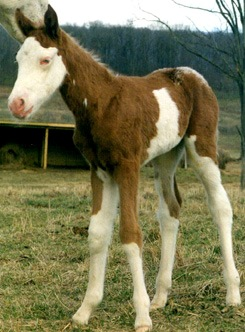
Poulain alezan porteur d'un gène Splashed White (testé génétiquement).
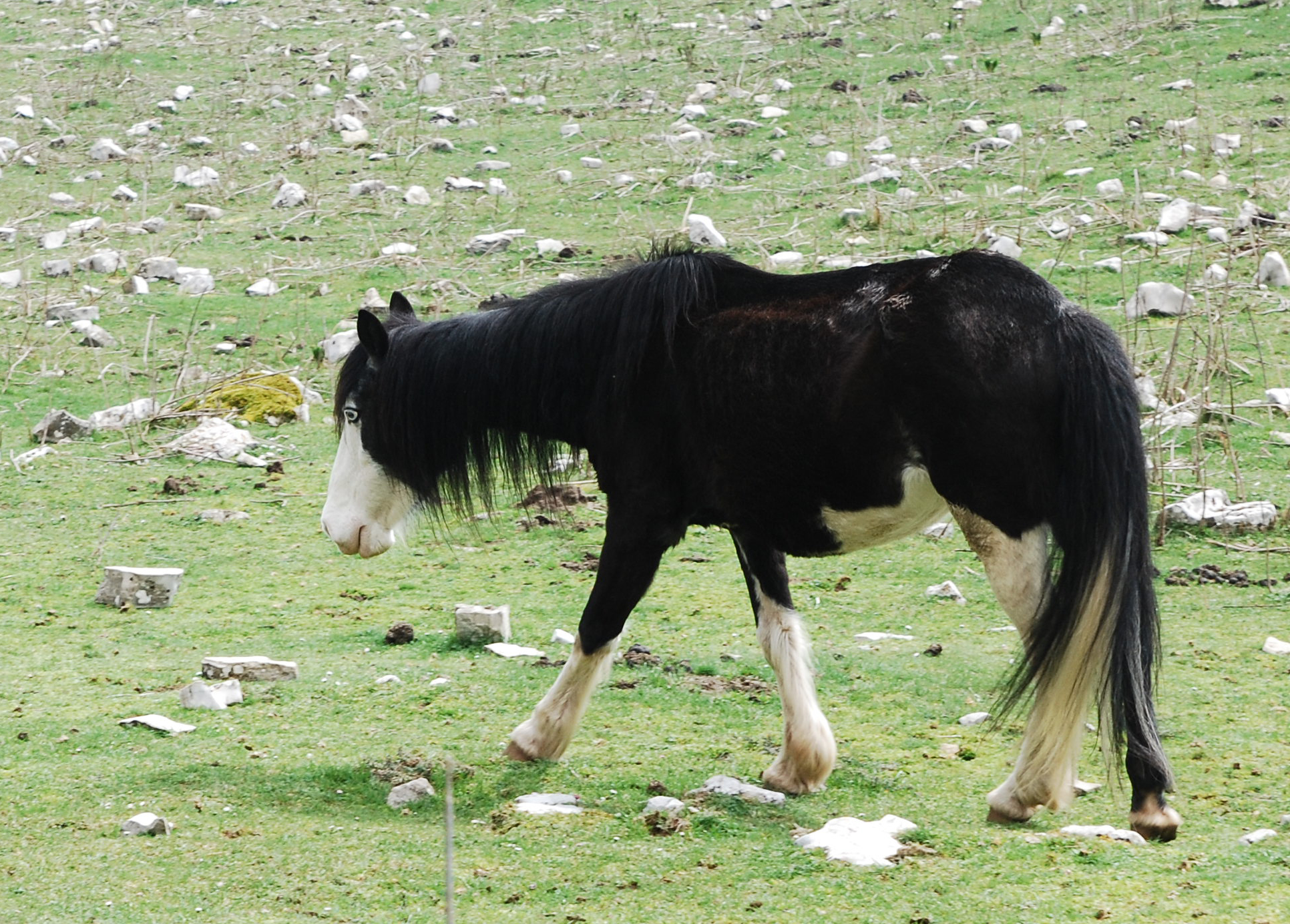
La tête blanche, la partie blanche de la queue, les jambes et le dessous du corps de ce cheval suggèrent une robe balzan classique.
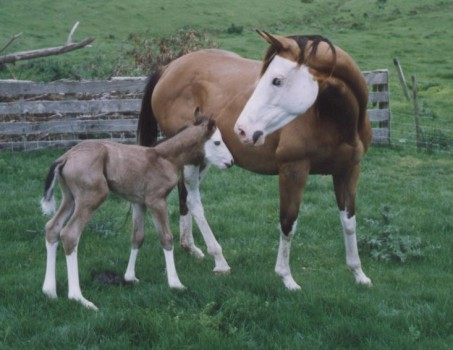
Poulain et jument à la tête blanche, aux yeux bleus et aux points de couleur sur les lèvres.

## Extension minimale

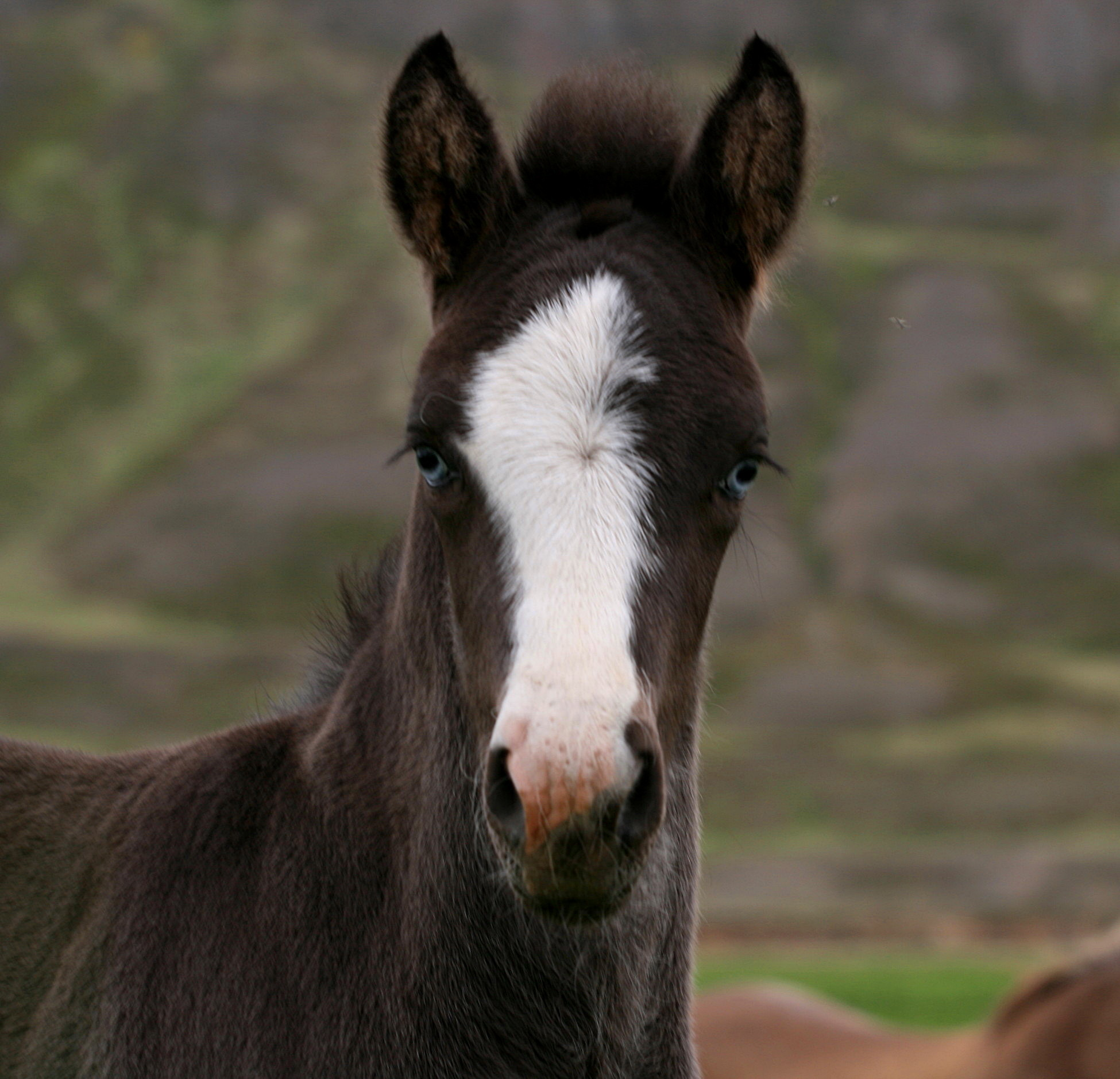
Les yeux bleu clair et la liste en tête asymétrique qui n'atteint pas la lèvre suggèrent qu'un gène Splashed White est présent chez ce poulain islandais.

Les registres de races pour lesquels les extensions minimales ou maximales des marques blanches sont un facteur dans l'enregistrement ont créé des lignes imaginaires pour simplifier le processus de sélection :
- de l'oreille à l'œil au coin de la bouche, jusqu'à la gorge puis au niveau du menton,
- le genou sur les membres antérieurs, et
- le jarret sur les membres postérieurs.

Les marques blanches qui s'étendent au-delà de ces lignes sont considérées comme rattachant le cheval au groupe des robes pie. Les marques blanches qui ne traversent pas ces lignes ne sont pas considérés comme celles d'un cheval pie. Cependant, les chevaux sans « marques blanches excessives » peuvent avoir le potentiel génétique pour produire des descendants nettement marqués ou pie. Les chevaux porteurs d'un gène Splashed White sont particulièrement bien connus pour produire des générations de chevaux à robe simple, suivis d'un balzan classique. Les chevaux chez qui le gène Splashed White est peu visible sont responsables de certaines familles de Quarter Horses dites « cropout ».
L'expression minimale d'un gène Splashed White peut comprendre peu ou pas du tout de marques blanches. Lorsque seules les marques minimales sont présentes, d'autres particularités peuvent traduire la présence d'un gène Splashed White. Les étoiles et pelotes en-tête peuvent être inégales, de travers, non centrées, ou d'une quelconque manière étrangement placées. Les listes en tête sont généralement marquées par des blocs de blanc, à bords droits, avec un fond purement blanc,. Elles peuvent aussi être tordues ou inclinées sur le côté. Les sabinos avec une très large liste ont presque invariablement du blanc sur la lèvre ou le menton, ce qui n'est pas le cas pour le blanc de la tête d'un porteur de gène Splashed White peu marqué. La lèvre supérieure reste généralement de couleur,.
Les marques blanches des jambes d'un cheval peu marqué vont des couronnes des membres postérieurs jusqu'aux très hautes balzanes des quatre membres, ou bien les antérieurs sont marqués de blanc, sans que les postérieurs ne le soient. Alors que les marques des jambes des sabinos sont souvent ((en)) tapering with distal patches⇔, les marques des jambes du Splashed White sont ((en)) crisp but "straight across" or blunt.⇔ L'identifiant la plus fiable d'un gène Splashed White est la présence d'un ou de deux yeux bleus,,,, surtout si ces yeux bleus apparaissent chez une famille sans chevaux de robe pie.

## Héritage et fréquence

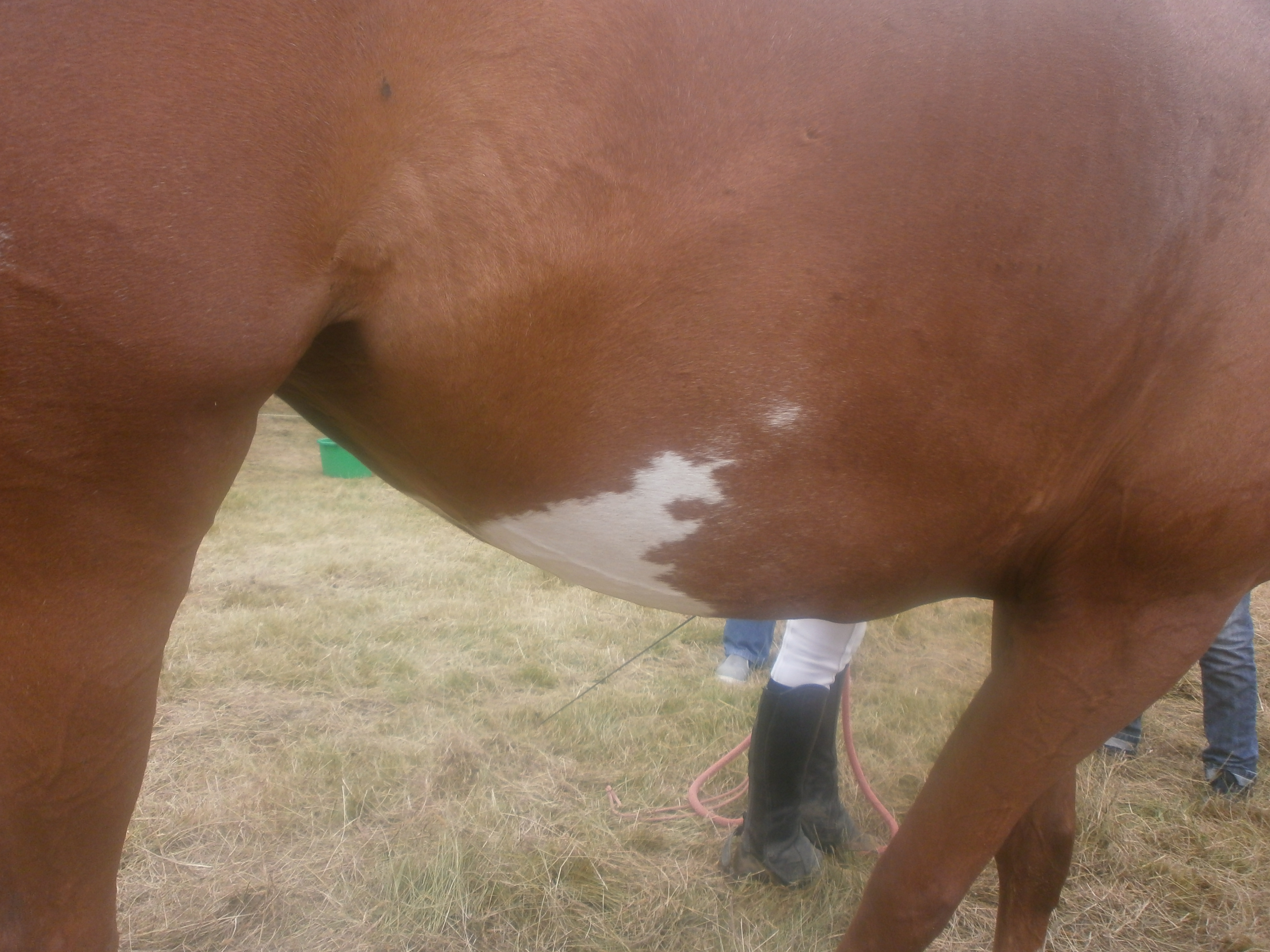
Cette jument Trotteur français porte une tache blanche sur le ventre, suggérant un gène Splashed White.

Des tests ADN existent pour identifier trois gènes à l'origine du phénotype balzan, nommés SW-1, SW-2 et SW-3 (pour l'anglais Splashed White). SW-1 est supposé connu depuis des centaines d'années. Il est présent chez le Quarter Horse, le Welsh, le Paint Horse, l'Islandais, le cheval miniature, le poney Shetland et le Trakehner. Les formes SW-2 et SW-3 sont confirmées chez certaines lignées de Quarter Horses et de Paints, SW-3 étant particulièrement rare. Les gènes Splashed White sont à l'origine de la plus rare des robes pies présentes chez le Paint Horse, mais tendent à se répandre. Le gène SW-1 a été officiellement détecté chez la race du cheval breton en août 2014. Originellement supposé très rare hors d'Europe, le gène SW-1 est plus commun qu'on ne le pensait.
La robe balzan a d'abord été étudiée chez des traits finlandais et des poneys Welshes, par Klemola en 1933. Les multiples travaux de Klemola ont depuis été largement discrédités. Son texte décrivant une robe pie est maintenant reconnu pour décrire le sabino. Ses illustrations représentent des chevaux qui, d'après les connaissances actuelles, mélangent les traits des Splashed White à ceux de tobianos, sabinos, et autres robes tachetées. Depuis ces premières études au début du XXe siècle, en plus des races déjà citées, les allèles SW-1, -2 et -3 du Splashed White ont été identifiés, sans être répertoriés, chez les races American Saddlebred, Morgan (E.U.), Gypsy Vanner (Royaume-Uni et Irlande), Kathiawari (Inde) et Barbe Abaco (Bahamas),,. Il existe peut-être d'autres formes d'allèles Splashed White non-encore répertoriées. L'apparente découverte de nouveaux porteurs du gène pourrait être due à la tendance du gène codant la robe à donner des marques modestes. Par exemple, des chevaux Splashed White peu marqués sont responsables de cropout (en)s parmi la race du Quarter Horse. Toutefois, les études ne le mettent pas en liaison génétique avec les rouans et les tobianos.

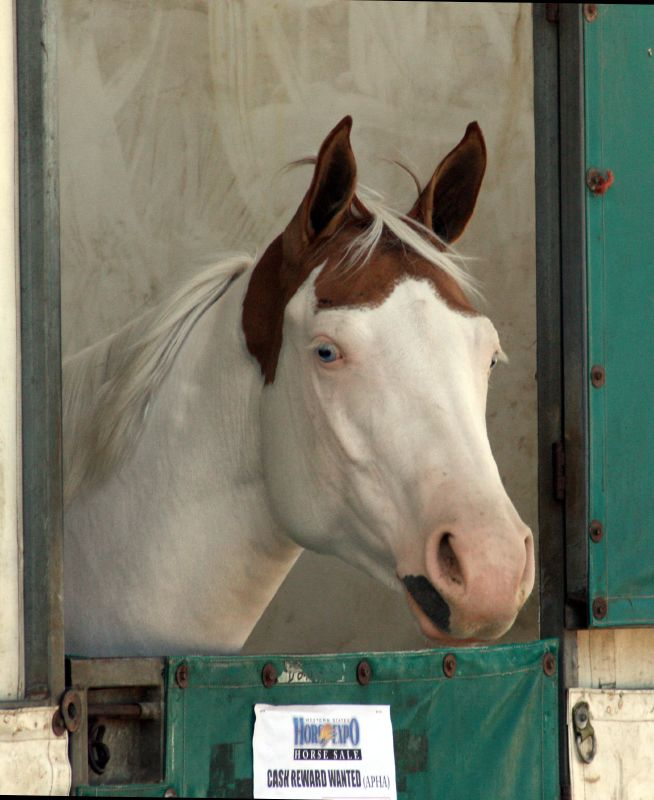
Les marques blanches nettes et régulières qui n'atteignent pas les oreilles, le dessus de la tête pigmenté (medecine hat), le point coloré sur les lèvres, et les yeux bleus indiquent que cette jument d'apparence tovero est probablement une tobiano porteuse d'un gène Splashed White.

De plus, d'autres robes donnent au cheval une allure similaire à celle d'un Splashed White, en particulier certains sabinos nommés splash, et vice-versa,. Les mécanismes génétiques à l'origine de certains traits, tels que les yeux bleus de quelques chevaux arabes avec peu de marques blanches, restent à identifier.
La présence de gènes supplémentaires de la robe pie peut augmenter la surface blanche, d'autres gènes peuvent réduire l'expression du Splashed White. Le gène KIT n'est pas considéré comme un gène candidat du splashed white. Des études menées au début du XXe siècle laissaient à penser que le Splashed White était lié à un gène récessif, une théorie qui n'a plus cours. Il est plus probable que de nombreux Splashed White ne soient pas identifiés comme tels, pour diverses raisons. Leurs marques peuvent être trop réduites pour que les éleveurs les classent comme « pinto », ils peuvent être pris pour des sabinos, ou ils peuvent présenter des motifs blancs supplémentaires qui induisent les éleveurs en erreur,. C'est probablement pour ces raisons qu'il ne semble pas exister de Splashed Whites homozygotes : la descendance de tels individus serait difficilement identifiable comme Splashed White,. La solution la plus plausible consiste à considérer le Splashed White comme le fruit d'un gène à domination incomplète, dont les homozygotes présentent le phénotype caractéristique,.

## Santé
Il est possible que les allèles SW-2 et SW-3 donnent des embryons non viables si ces derniers sont homozygotes. L'accouplement de deux chevaux qui portent SW-2 ou -3 est déconseillé. Les tests sur SW-1 ont identifié des individus homozygotes pour cet allèle, ainsi SW-1 n'a probablement pas de caractéristiques potentiellement mortelles.
Certains chevaux présentant la robe Splashed White sont également réputés pour être atteints d'une surdité d'origine génétique, bien que la plupart d'entre eux gardent une audition normale,,. Ce type de surdité est probablement similaire aux cas touchant d'autres espèces animales à robe blanche ou pie et aux yeux bleus. Les chats et les chiens atteints de surdité n'ont pas de mélanocytes dans l'oreille interne, ce qui conduit à la mort des cellules ciliées, nécessaires pour percevoir les sons
. La présence de pigments autour de l'extérieur de l'oreille - concernant la plupart des chevaux Splashed White - ne prouve pas la présence de ce pigment nécessaire dans l'oreille interne. Il doit y avoir des pigments à l'intérieur de l'oreille interne pour éviter ce problème.
Les chevaux domestiques semblent bien s'adapter à la surdité, les chevaux sourds peuvent ne pas être diagnostiqués. Certains chevaux sourds sont plus capricieux que la normale, tandis que d'autres sont nettement plus calmes. La surdité des chevaux peut être diagnostiquée par Brainstem auditory evoked potentials (en) (PEA), une technique peu invasive ne nécessitant pas de sédation, avec une contention minimale. Alors que les yeux bleus et la tête blanche sont souvent associés à la surdité chez d'autres espèces animales, les chevaux à tête blanche non-Splashed White ne sont pas réputés pour être sourds. La présence d'un œil bleu d'un côté et d'un œil normal de l'autre n'est pas indicative d'une surdité unilatérale. Le cheval de l'étude de Hardland (2006) a un œil bleu et un autre est normalement coloré, mais ce cheval est bilatéralement sourd.